# Smicridea sirena
Smicridea sirena är en nattsländeart som beskrevs av Bueno-soria 1986. Smicridea sirena ingår i släktet Smicridea och familjen ryssjenattsländor. Inga underarter finns listade i Catalogue of Life.